# 大花山兰
大花山兰（学名：Oreorchis nepalensis）为兰科山兰属下的一个种。其种加词“nepalensis”意为“尼泊尔的”。